# غريغ شتاين
غريغ شتاين (بالإنجليزية: Greg Stein)‏ هو مهندس ومبرمج وعالم حاسوب أمريكي، ولد في 16 مارس 1967 في بورتلاند في الولايات المتحدة.

## وصلات خارجية
- الموقع الرسمي